# غريب بالمرصاد
غريب بالمرصاد هي عمل روائي للكاتبة الأمريكي ماري هيغينز كلارك.
يعرف رونالد طومبسون تمامًا أّنه ليس هو مَن قتل نينا بيترسون، لكنّ كلّ مَن حوله مقتنع بالعكس. بعد يومين، سيُعدَم. إلّا أنّ الإعدام لن يشفي غليل ستيف، زوج الضحية، ولن يهدّئ روع نيل، ابنها الذي شهد مصرعها. رّبما الزمن وحده يفعل، أو حتّى، قبل ذلك، انقلابٌ دراميٌّ ما ينزع عن الحقائق صفتها المطلقة. فالبيانات، ولو أّنها مدرجة في لوائح رسميّة، قد تكون مضلّلة أحياًنا، وقد يكون هناك في الكواليس أصابع مخفيّة تتحكّم بمصائر الأفراد وتتفّنن في سَنّ الحقائق المزيّفة، بمهارة. تلك الأصابع المترصّدة في الظلال تستعيد نشوة ما اقترفته من قتل، تمهيدًا لفضّ ما تبقّى لها من مسائل عالقة في منزل آل بيترسون. كما العادة في روايات كلارك، إنّ الحقيقة ليست واحدة، والجميع متّهمون محتمَلون. صفحة بعد أخرى، يلملم القارئ نثرات المعلومات محاولً جمعها كما في لعبة الليغو، ليصل في النهاية إلى خاتمة تنسف كلّ ما بنِيَ.

## نبذة عن الكاتبة
روائية أمريكية ولدت في 24 ديسمبر العام 1927. تكتب هيغينز الروايات التشويقية. ولقد احتلت جميع كتبها، والبالغة 51 كتابا، قوائم الأكثر مبيعا في كل من الولايات المتحدة ومختلف الدول الأوروبية.

## وصلات خارجية
- صفحة رواية غريب بالمرصاد على موقع جود ريدز